# Perideridia americana
Perideridia americana är en flockblommig växtart som först beskrevs av Thomas Nuttall, och fick sitt nu gällande namn av Heinrich Gottlieb Ludwig Reichenbach och Ernst Gottlieb von Steudel. Perideridia americana ingår i släktet Perideridia och familjen flockblommiga växter. Inga underarter finns listade i Catalogue of Life.